# 欢喜庄乡
欢喜庄乡，是中华人民共和国河北省唐山市丰润区下辖的一个乡镇级行政单位。

## 行政区划
欢喜庄乡下辖以下地区：
欢喜庄村、大齐坨村、小齐坨村、南曹庄村、口头庄村、八户村、高家庄村、青庄坞村、东偏坨村、中偏坨村和西偏坨村。